# Inmigración japonesa en Venezuela
La inmigración japonesa en Venezuela es el movimiento migratorio de ciudadanos japoneses hacia la República Bolivariana de Venezuela. Este país tiene la sexta población de inmigrantes japoneses y sus descendientes en Latinoamérica, después de Brasil, Perú, Argentina, Colombia y México.
Según el Ministerio de Asuntos Exteriores de Japón, hay 396 ciudadanos japoneses en Venezuela y cerca de 820 personas de origen japonés que viven en Venezuela.

## Historia

### Inicios
Antes de las relaciones entre Venezuela y Japón, en 1894, se aprobaría por el Congreso Nacional, la ley de inmigración, que el estado protegería a los ciudadanos europeos, americanos y asiáticos (especialmente Japón) para poder inmigrar para buscar calidades de vida y fortalecer las relaciones bilaterales.
Las relaciones nipón-venezolanas comenzaron en 1928, cuando un comerciante japonés llamado Seijiro Yazawa (trabajador de la empresa petrolera Nihon Sekiyu) viajó a Venezuela, donde el gobierno de Juan Vicente Gómez le autorizó la licitación para abrir nuevos campos petroleros en el lago de Maracaibo para la explotación de sus recursos petroleros en esta zona al occidente del país. La empresa Nihon Sekiyu ganó una licitación en la zona sur del lago con una ampliación de unos 200 km y Yazawa era el encargado para supervisar los trabajos. Varios trabajadores venezolanos administrados por japoneses fueron contratados para explotar yacimientos petroleros, trasladar el crudo a Estados Unidos y llevarlo hacia Japón, y se construyó una oficina sucursal de la Nihon Sekiyu en Maracaibo, que prestó servicio por casi 23 años.

### Segunda Guerra Mundial
Durante la Segunda Guerra Mundial, Japón se une a las fuerzas fascistas con el Emperador Hirohito junto con la Alemania Nazi y la Italia Fascista. En esa época, Venezuela rompió las relaciones bilaterales con Japón y un grupo de ciudadanos japoneses civiles, lejos de la guerra, con el apoyo de Estados Unidos y Francia, viajaron hasta Sudamérica en busca de una nueva vida. En 1941, llegó al puerto de La Guaira un buque estadounidense con 150 personas japonesas y pronto fueron recibidos por el presidente Isaías Medina Angarita, desde entonces, obtuvieron la ciudadanía venezolana para evitar ser perseguidos y se residenciaron en las ciudades de Caracas y Valencia. 
Con el ataque a Pearl Harbor continuaría una ruptura bilateral de relaciones con Japón, incluyendo el fin del gobierno de Angarita y la llegada del gobierno civil de Romulo Gallegos. Se comenzó a normalizar las relaciones a partir de la llegada del general Marcos Pérez Jiménez a la presidencia. Con la firma del tratado de San Francisco en Nueva York, Venezuela vuelve a establecer relaciones y en 1954, gracias al apoyo de diferentes países, vinieron unos 2800 ciudadanos extranjeros a Venezuela (incluyendo a 300 japoneses) para ayudar en la construcción de importantes monumentos nacionales como las torres de El Silencio, el teleférico de Mérida, la Autopista Regional del Centro, el Estadio Universitario de la UCV y demás edificios urbanizados del país.

### Entre regímenes
Con la caída del régimen el 23 de enero de 1958, varios japoneses se refugiaron en la embajada de Japón en Caracas y hubo disparos desde la redoma de la avenida La Castellana, que fue tomada por el ejército como punto de concentración de estudiantes, donde resultó herido el embajador de Japón de un disparo en la pierna derecha, siendo trasladado rápidamente al Hospital Universitario de la UCV. 
Ante la situación en Caracas, se comenzó a distribuir la población en diferentes partes del país. 
Ante la situación política y económica en Venezuela entre los años 70 y comienzos del siglo XXI, la población nipona en Venezuela era unos 2850 habitantes (siendo un poco superada por los húngaros o los franceses en la población inmigratoria de Venezuela), pero la mayoría regresaron a Japón, pero otros decidieron vivir en Venezuela (casi un tercio de la población) para no regresar a Japón, debido a la grave situación económica en este tiempo.
En 1989, el presidente Carlos Andrés Pérez inició el proceso de apertura petrolera y varias empresas de Inglaterra, Italia, Estados Unidos y Japón volvieron a prestar servicio y PDVSA se encargó de la distribución de los llamados campos marginales por todo el país. En la actualidad hay empresas petroleras japonesas que operan en Venezuela como Teikoku e Idemitsu Kosan.

## Presencia actual de japoneses en Venezuela
En el tiempo de la llegada del presidente Hugo Chávez (1999-2013) y el actual Nicolás Maduro, la población nipona en Venezuela se encuentra actualmente en la capital y en la región andina. Ellos viven en el comercio, la agricultura y otros rubros. Sin embargo, debido a la crisis económica y política que vive en Venezuela, algunos optaron por viajar donde se encuentra la presencia nipona en Latinoamérica o volver hacia Japón. 

## Principales asentamientos
La mayoría se establecieron en Maracay - Barquisimeto - Valera - Maracaibo - San Cristóbal - San Antonio del Táchira - Puerto Ordaz - Porlamar y Maturín, donde se comenzó a desarrollarse nuevos comercios económicos, tecnología, cultura y deportiva, con el apoyo del Gobierno del Japón y Venezuela. 
En la década de los 90, comenzaron a fundarse las organizaciones creadas por japoneses-venezolanos como el Colegio de las Cintas Negras (que sería la primera escuela de artes marciales en Valencia), la Cámara Venezolano Japonesa y el establecimiento de varias empresas japonesas en Venezuela como Yamaha, Mitsubishi, Suzuki, Honda, Mazda, Casio Computer, Hitachi, Toyota, empresas comerciales japoneses y la primera empresa de motocicletas de fabricación japonesa, la Corporación Bera S.A.